# Long Beach (Washington)
Long Beach ist eine City im Südwesten des US-Bundesstaats Washington. Er liegt auf der Halbinsel Long Beach Peninsula im Pacific County. Offiziell wurde die Stadt am 18. Januar 1922 gegründet. Zur Volkszählung im Jahr 2000 wies sie 1283 Einwohner in 660 Haushalten auf.
Zwischen 1889 und 1930 verkehrte auf der gesamten Long Beach Peninsula eine Schmalspurbahn der Ilwaco Railway and Navigation Company. Mit der Zeit siedelten sich immer mehr Menschen an und es kam vor allem in Bahnhofsnähe zur Errichtung von Hotels und anderen Geschäften. Heute ist die Stadt durch Einrichtungen wie Souvenirgeschäfte, Boutiquen, Museen und weitere Unterkunftsmöglichkeiten für Touristen attraktiv.
Darüber hinaus wird Long Beach als Heimat von Jake the Alligator Man gesehen, der angeblich halb Mensch und halb Alligator gewesen sein soll. Dieser ist in Marsh's Free Museum ausgestellt und kann besichtigt werden.